# كين موراي
كين موراي (بالإنجليزية: Ken Murray)‏ (و. 1903 – 1988 م) هو ممثل، ومنتج أفلام، وكاتب سير ذاتية، وكاتِب، وممثل تلفزيوني، وكاتب سير، ومقدم برامج إذاعية، من الولايات المتحدة الأمريكية، ولد في مدينة نيويورك، توفي في بربانك، كاليفورنيا، عن عمر يناهز 85 عاماً.

## وصلات خارجية
- كين موراي على موقع IMDb (الإنجليزية)
- كين موراي على موقع ألو سيني (الفرنسية)
- كين موراي على موقع أول موفي (الإنجليزية)
- كين موراي على موقع قاعدة بيانات برودواي على الإنترنت (الإنجليزية)
- كين موراي على موقع قاعدة بيانات الأفلام السويدية (السويدية)
- كين موراي على موقع قاعدة بيانات الفيلم (الإنجليزية)
- كين موراي على موقع كينوبويسك (الروسية)